# Grzegorz Szeliga
Grzegorz Szeliga (ur. 22 lutego 1968 w Warszawie) – polski piłkarz grający na pozycji napastnika, trener.

## Kariera piłkarska
Grzegorz Szeliga karierę piłkarską rozpoczął w Polonezie Warszawa. Następnie w 1986 roku trafił do Hutnika Warszawa, skąd w 1987 roku trafił do Legii Warszawa, gdzie zadebiutował w ekstraklasie, jednak nie zdołał się przebić do podstawowego składu stołecznej drużyny, gdyż w ciągu 1,5 roku rozegrał zaledwie 15 meczów i strzelił 2 gole w lidze.
W 1989 roku trafił do Gwardii Warszawa, gdzie występował do 1992 roku, skąd wrócił do ekstraklasy podpisując kontrakt z Jagiellonią Białystok. Jednak po półrocznym pobycie w Białymstoku trafił do Wisły Kraków, gdzie w latach 1993–1995 rozegrał 48 meczów w lidze i strzelił 13 goli. W 1995 roku został zawodnikiem Zagłębia Lubin, gdzie występował do 1996 roku, występując w 35 meczach i strzelając 7 goli oraz w 1997 roku w Ruchu Chorzów. Łącznie w ekstraklasie rozegrał 123 mecze i strzelił 24 gole.
Następnymi klubami w karierze Szeligi były kluby z niższych lig: Wawel Kraków (1997-1999), Okęcie Warszawa (1999-2001), KS Łomianki (2002) i Dolcan Ząbki, gdzie w 2004 roku zakończył karierę piłkarską, jednak w 2009 roku wznowił karierę w rezerwach Dolcanu Ząbki, gdzie ostatecznie zakończył karierę w 2010 roku.

## Kariera trenerska
Grzegorz Szeliga jeszcze w czasie kariery piłkarskiej był asystentem trenera Dolcanu Ząbki – Dariusza Kubickiego. Obecnie trenuje zespoły młodzieżowe Dolcanu Ząbki.

## Niedziela cudów
Grzegorz Szeliga w 2021 przyznał się, że będąc piłkarzem Wisły Kraków sprzedał Legii Warszawa mecz w ostatniej kolejce sezonu 1992/1993, podczas tzw. niedzieli cudów.